# Ordine di San Michele
L'Ordine di San Michele (Ordre de Saint-Michel in francese), intitolato così in nome dell'Arcangelo Michele, è un ordine cavalleresco, istituito nel castello di Amboise il 1º agosto 1469 dal re Luigi XI.

## Storia

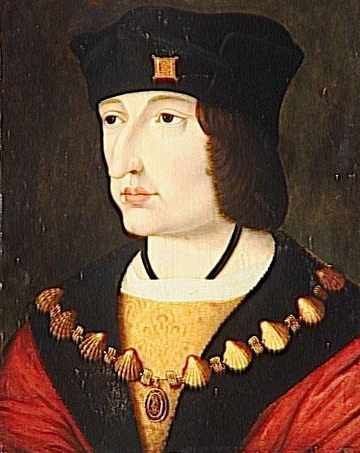
Carlo VIII di Francia, figlio di Luigi XI, con il collare dell'Ordine

Fu fondato per rivaleggiare con l'Ordine del Toson d'oro dal re Luigi XI nel 1469. Il Re di Francia ne era Capo supremo e Gran Maestro e i cavalieri appartenenti alla nobiltà, in numero di trentasei, dovevano prestargli giuramento. Sotto il regno di Luigi XII, del ramo di Valois-Orlèans, vinse la preferenza del re in sfavore dell'Ordine dinastico del porcospino, che venne abolito.
In un primo tempo la sede dell'ordine fu l'abbazia di Mont-Saint-Michel poi, sotto Enrico II, fu trasferita alla Sainte Chapelle del castello di Vincennes e infine, sotto Luigi XIV, ai Cordeliers di Parigi. Questo permetteva al re di crearsi una rete di fedeltà che non erano più direttamente legate alle fedeltà feudali. I cavalieri portavano un collare d'oro formato di piccole conchiglie unite da un doppio cordone e al quale era appesa una medaglia con l'immagine dell'Arcangelo san Michele che calpesta il drago. L'Arcangelo era considerato il protettore di Francia per aver accordato la sua protezione al regno contro gli inglesi durante la guerra dei cent'anni.
Dal 1560, nel contesto turbato delle guerre di religione il limite di trentasei membri venne abbandonato e l'ordine integrò numerosi cortigiani a volte non combattenti e perse così prestigio.
Alla fondazione dell'Ordine dello Spirito Santo nel 1578 da parte di Enrico III, gli statuti prescrivevano che i suoi cento cavalieri dovevano innanzitutto essere membri dell'Ordre de Saint-Michel facendolo così retrocedere al secondo posto.
A partire dal regno di Luigi XIV, l'ordine venne conferito in modo particolare a scrittori, artisti e magistrati. Il collare veniva portato raramente e lo si sostituì con un nastro nero che diede all'ordine il soprannome di cordon noir e al quale era appesa una croce d'oro biforcata e pomata, accantonata da quattro gigli d'oro e caricata di uno scudo ovale con l'effigie di San Michele. La divisa dell'ordine era Immensi Tremor Oceani.
L'ordine fu abolito nel 1791 durante la Rivoluzione, fu ripristinato nel 1814 da Luigi XVIII e fu definitivamente soppresso come ordine statale nel 1830, sopravvivendo come ordine dinastico dei Borbone di Francia.
Il manoscritto originale della costituzione dell'Ordine attualmente è custodito presso la Rare Book & Manuscript Library University of Pennsylvania

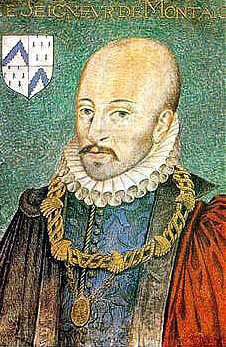
Michel de Montaigne con il collare dell'Ordre de Saint-Michel

I primi dieci cavalieri dell'Ordre de Saint-Michel furono i seguenti:
- Carlo di Valois, (*1446 †1472), duca d'Aquitania, pari di Francia
- Giovanni II di Borbone, (*1426 †1488), duca di Borbone, pari di Francia
- Luigi di Lussemburgo, (*1418 †1475), conte di Saint-Pol, conestabile di Francia
- André de Lohéac, (*1411 †1486), signore di Lohéac, Maresciallo di Francia
- Jean de Bueil, (*~1406 †1484), conte de Sancerre, Ammiraglio di Francia
- Luigi di Beaumont la Foresta, (*~1407 †1477), signore del Plessis-Macé, Siniscalco di Poitou
- Jean d'Estouteville, (*? †1494), signore di Torcy
- Georges II de La Trémoille, (*1427 †1481), signore di Craon
- Louis de Laval
- Luigi di Borbone

Altri:
- Giovanni Nicolò Ghilini[2] (*? †1496)
- Francesco II Gonzaga (*1466 †1519)
- Carlo II d'Amboise (*1473 †1511)
- Antonio Maria Pallavicino[3] (*? †1519)
- Pierre Terrail de Bayard detto "il Baiardo" (*1476 ca †1524)
- Galeazzo Sanseverino (*1460 ca †1525)
- Teodoro Trivulzio[4] (*1458 †1532)
- Gian Niccolò Trivulzio (*1479 †1512)
- Guido II Rangoni[5] (*1485 †1539)
- Francesco Maria I della Rovere[6] (*1490 †1538)
- Federico II Gonzaga (*1500 †1540)
- Federico Gonzaga (da Bozzolo) (*? †1527)
- Galeotto II Pico della Mirandola (*1508 †1550)
- Andrea Matteo III Acquaviva d'Aragona (1457-1529), restituito nel 1497.
- Pier Maria III de' Rossi *(1504 †1547)
- Ludovico Gonzaga-Nevers (*1539 †1595)
- Galeazzo Fregoso (*? †1602)